# Уиппс, Сурангел (старший)
Сурангел Уиппс (англ. Surrangel Wipps; род. 21 февраля 1941) — предприниматель и политик Республики Палау. Отец 10-го президента Палау Сурангела Уиппса-младшего.

## Биография
Выпускник Балтиморского университета (1971), в 1972 году вернулся в Палау. Является основателем компании «Surangel and Sons Company», которой принадлежит «Ksau's Motors» — единственный дилер «Toyota» в Палау.
В течение 16 лет Уиппс-старший работал в палате делегатов Палау и был спикером палаты с января 1993 по ноябрь 1996 года. В январе-апреле 2005 года и с 2007 по 2009 год был президентом Сената Палау.